# Sojaklari
Sojaklari (makedonska: Сојаклари) är en ort i Nordmakedonien. Den ligger i kommunen Veles, i den centrala delen av landet, 40 kilometer sydost om huvudstaden Skopje. Sojaklari ligger 314 meter över havet och antalet invånare är 184.